# Olimpijski Komitet Srbije
Das Olimpijski Komitet Srbije (serbisch-kyrillisch Олимпијски Комитет Србије) ist das Olympische Komitee Serbiens. Es wird sowohl von dem Internationalen Olympischen Komitee (IOC) als auch von der Association of National Olympic Committees (ANOC), dem Europäischen Olympischen Komitee (EOC), der Association of the Balkan National Olympic Committees (ABNOC), dem European Fair Play Movement (EFPM) und der European Non-Governmental Sports Organisation (ENGSO) als direkter Nachfolger des Olympischen Komitees Jugoslawiens (JOK) (bis 3. April 2003) und des Olympischen Komitees Serbiens und Montenegros (OKSCG) (bis 8. Juni 2006) behandelt. Vorsitzender des Komitees ist Ivan Ćurković.

## Geschichte
Am 10. Februarjul. / 23. Februar 1910greg. entstand der Srpski olimpiiski Klub (serbisch-kyrillisch Српски олимпијски Клуб), er wurde ein Jahr später zum Centralni olimpiiski Klub (serbisch-kyrillisch Централни олимпијски Клу) und am 4. Julijul. / 17. Juli 1912greg. zum Olimpijski Komitet Srbije (serbisch-kyrillisch Олимпијски Комитет Србије) umbenannt. Während des Kongresses vom 4. bis zum 17. Juli 1912 des Internationalen Olympischen Komitees (IOC) in Stockholm wurde das Olympische Komitee Serbiens zum offiziellen Mitglied benannt. Major Svetomir Đukić war Gründer der olympischen Bewegung in Serbien und Direktor des Serbischen Olympischen Klubs. Er führte auch die erste Delegation von Sportlern zu den Olympischen Sommerspielen 1912 in Stockholm an.